# Чінке Віе
Чінке Віе (італ. Cinque Vie) — село (італ. curazia), що знаходиться у Сан-Марино. Належить до муніципалітету Серравалле.